# Tsunami (Eugenio in Via Di Gioia)
Tsunami è un singolo del gruppo musicale italiano Eugenio in Via Di Gioia, pubblicato l'8 novembre 2019. Il testo è una critica alla società contemporanea caratterizzata dal disorientamento ed è un invito ad opporvisi, ridando forma al giusto, rischiando e mettendo sé stessi in gioco.
Il brano è stato scritto dalla stessa band in collaborazione con Dardust e viene presentato in occasione di Sanremo Giovani 2019; il gruppo accede alla finale del 19 dicembre ed entra tra i selezionati che parteciperanno a Festival di Sanremo 2020 nella sezione Nuove proposte. Dal 24 gennaio 2020 il singolo entra in rotazione radiofonica..
Il gruppo si esibisce con Tsunami per primo nella prima serata del Festival di Sanremo ed è eliminato dalla giuria demoscopica in uno scontro diretto con Tecla Insolia e la sua canzone 8 marzo. Il brano si aggiudica però il premio della critica "Mia Martini".

## Tracce
1. Tsunami – 3:10

## Video musicale
Il videoclip, in occasione della partecipazione al Festival, è stato pubblicato il 4 febbraio 2020 sul canale YouTube del gruppo.

## Classifiche
| Classifica (2020) | Posizione massima |
| ----------------- | ----------------- |
| Italia            | 50                |